# Tito Sextio Magio Laterano (console 197)
Tito Sextio Magio Laterano (latino: Titus Sextius Magius Lateranus; fl. 195-197) è stato un politico romano, console dell'Impero.

## Biografia
Discendente di una famiglia, la gens Sextia, della Repubblica romana, Magio Laterano era il figlio del Tito Sextio Laterano che fu console nel 154.
La sua fortuna fu legata a quella dell'imperatore romano Settimio Severo, sotto il quale combatté come dux durante la campagna contro i Parti del 195.
Nel 197 tenne il consolato.
Laterano fu molto ricco, grazie al favore che godette presso Severo. Il Palazzo del Laterano era di sua proprietà.